# Flughafen Abakan

i7
i11
i13
Der Flughafen Abakan (russisch Аэропорт Абакан, IATA-Code: ABA, ICAO-Code: UNAA) ist der internationale Flughafen der russischen Stadt Abakan, Republik Chakassien, Sibirien. Der Flughafen liegt am Stadtrand von Abakan, 4,5 km nordwestlich des Stadtzentrums. Er verfügt über ein Passagier- und ein Frachtterminal.

## Geschichte
1938 wurde die Abakan-Fluggesellschaft gegründet, um in der Autonomen Region Chakassien einen Flugbetrieb aufzubauen. Sie betrieb auch den Flughafen. Am 1. März 1993 wurden die Fluggesellschaft und der Flughafen in zwei selbstständige Unternehmen aufgeteilt. Der Flughafen firmiert seitdem unter dem Namen Международный Аэропорт Абакан (Meschdunarodny Aeroport Abakan). 1996 wurde der Flughafen als Aktiengesellschaft privatisiert.

## Fluggesellschaften und Ziele
Vom Flughafen Abakan werden die folgenden Verbindungen angeboten. (Stand 15. März 2016)

## Zwischenfälle
- Am 27. November 1996 verunglückte eine Iljuschin Il-76MD der russischen Luftstreitkräfte (Luftfahrzeugkennzeichen RA-78804) kurz nach dem Start vom Flughafen Abakan. Bei dem Unfall kamen alle 23 Insassen ums Leben.[4]